# Stazione di San Nicola
La stazione di San Nicola è una stazione a servizio dell'omonima frazione, tra i comuni di Avigliano, Pietragalla e Potenza. È gestita dalle Ferrovie Appulo Lucane (FAL).

## Movimento
Nella stazione fermano tutti i treni per Altamura, Foggia ed Avigliano.